# بريت لور
بريت لوور (بالإنجليزية: Britt Lower)‏ (2 أغسطس 1985) هي مُمثلة أمريكية، قدمت أدوار في المسلسل الدرامي الإجرامي لاينسى، والمسلسل الكوميدي الرومانسي رجل يبحث عن امرأة ومسلسل الإثارة سيرڤيرانس.

## نبذة
وُلدت بريتني لي لور  في الولايات المتحدة الأمريكية، لوالدين هما ستيف وميكي لوور في هيورث، إلينوي، وكانت والدتها ميكي تعمل كفنانة في رسم الوجوه. بعد أن تخرجت من مدرسة هيورث الثانوية في عام 2004، حصلت لوير على درجة البكالوريوس في العلوم في مجال الاتصالات من جامعة نورث وسترن في سنة 2008. 

## الحياة المهنية

بريت لور في عام 2017.

أدت لووير دورًا متكررًا كخبيرة تقنية تُدعى تانيا سيتكوفسكي في المسلسل الذي عرض في عام ٢٠١١ بعنوان "لا ينسى". في عام 2015، بدأت تأدية ما يُعتبر دورًا مميزًا لها في المسلسل الكوميدي "رجل يبحث عن امرأة" على قناة إف إكس إكس، حيث أيضاً لعبت دور ليز جرينبيرج، أخت بطل الرواية الرئيسي. تعاقدت لوير على أداء دور متكرر في المسلسل الأصلي. كاجوال على هولو في الموسم الثاني، قامت بدور سارة فين. ظهرت أيضًا في إعلانات تجارية لشركة Verizon. 
ظهرت لووير كضيفة في حلقة جمع التبرعات لماراثون بيج الاكنس بحيرة كبيرة في ببرنامج حديث جورج لوكاس [الإنجليزية].
تشارك لوير في البطولة الرئيسية لمسلسل الدراما النفسية "الفصل" على منصة أبل تي في +، في كلا الموسمين الأول (2022) والثاني (2025). كما تظهر في الموسم الثاني من "قصص الرعب الأمريكية". وكانت الشخصية الرئيسية في فيديو كليب أغنية "ذئب" لفرقة يا يا يا [الإنجليزية].
خلال فترة التوقف بين مواسم مسلسل سيرڤيرانس، انضمت إلى سيرك فلورا في سانت لويس، حيث أدت دور شخصية في عرضهم “كويست فور ذير انكيبرس كاسك” لمدة شهر. 

## الجوائز والترشيحات
- جائزة تحالف هوليوود الإبداعي [الإنجليزية]، عام 2022.
- جائزة زحل، عام 2022.
- جائزة نقابة ممثلي الشاشة، عام 2023.

## روابط خارجية
- بريت لور في قاعدة بيانات الأفلام على الإنترنت
- بريت لور في موقع الطماطم الفاسدة